# The David Gates Songbook
The David Gates Songbook je kompilační album frontmana skupiny Bread Davida Gatese, vydané v roce 2002.

## Seznam skladeb
1. "Make It with You" (původně vydané na On the Waters)
2. "Find Me"
3. "Baby I'm-a Want You" (původně vydané na Baby I'm-a Want You)
4. "I Can't Play the Songs"
5. "If" (původně vydané na Manna)
6. "Love Is Always Seventeen" (původně vydané na Love is Always Seventeen)
7. "It Don't Matter to Me" (původně vydané na Bread)
8. "The Mustang"
9. "Everything I Own" (původně vydané na Baby I'm-a Want You)
10. "Mirror, Mirror"
11. "Lost Without Your Love" (původně vydané na Lost Without Your Love)
12. "This Could Be Forever" (původně vydané na Take Me Now)
13. "Aubrey" (původně vydané na Guitar Man)
14. "Sail Around the World" (previously released on First)
15. "Part-Time Love" (původně vydané na Never Let Her Go)
16. "Sweet Surrender" (původně vydané na Guitar Man)
17. "Goodbye Girl" (původně vydané na Goodbye Girl)
18. "Never Let Her Go" (původně vydané na Never Let Her Go)
19. "Diary" (původně vydané na Baby I'm-a Want You)
20. "The Guitar Man" (původně vydané na Guitar Man)